# Otto von Buhl
Otto von Buhl (* 29. August 1842 in Stuttgart; † 27. November 1921 ebenda) war ein deutscher Verwaltungsbeamter.

## Leben
Als Sohn eines Apothekers und Stuttgarter Gemeinderats geboren, studierte von Buhl nach dem Besuch des Stuttgarter Gymnasiums Kameralwissenschaften in Tübingen und München. Während seines Studiums wurde er 1861 Mitglied der Burschenschaft Germania Tübingen. Nach seinem Studium durchlief er zahlreiche Stationen, bis er 1897 zum Ministerialdirektor und 1902 zum Präsidenten des Württembergischen Finanzministeriums befördert wurde. 1907 wurde er zum Staatsrat ernannt. 1911 ging er in den Ruhestand.
1902 wurde er auf Lebenszeit Mitglied der Ersten Kammer der Württembergischen Landstände, zuletzt als Vizepräsident. 1918 trat er aus Gesundheitsgründen zurück. 1894 gehörte er als Landesherrliches Mitglied der 5. Evangelischen Landessynode und 1906 als gewähltes Mitglied der 7. Synode an. 1902 bis 1916 war er im Vorstand des Vereins für klassische Kirchenmusik und seit 1908 Mitglied des Kuratoriums des Königlichen Konservatoriums für Musik.